# Lenny Face

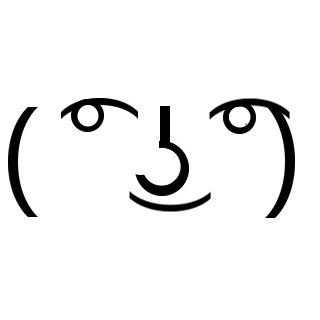
Imagem do emoticon Lenny Face

Lenny Face (estilizado ( ͡° ͜ʖ ͡°) e também chamado Le Lenny Face, Le Face Face, DegDeg ou Aquela Carinha) é um emoticon criado com caracteres unicode surgido em 2012 que se popularizou na internet em fóruns e redes sociais. É frequentemente usado para expressar humor, sarcasmo e insinuação.

## Origem
Popularmente conhecido como Lenny Face, o emoticon surgiu em 18 de novembro de 2012 no fórum finlandês Ylilauta. Inicialmente apareceu como resposta numa discussão sobre as definições de detecção de spam no fórum, quando um usuário anônimo utilizou o emoticon "( ͡° ͜ʖ ͡°)" com a frase "este tópico está vazando dos céus". As origens do uso do nome "Lenny" são desconhecidas, e pouco se sabe a sua origem.

## Impacto
Poucas horas após a sua criação, outros usuários começaram a criar versões alternativas do rosto, variando os olhos e as expressões, o que manteve a discussão ativa por vários dias. O seu uso gerou um fluxo intenso de postagens, levando alguns usuários a serem banidos por flood (excesso de mensagens repetitivas). O emoticon também apareceu no 4chan e no Reddit como forma de humor e duplo sentido. Para que as pessoas possam utilizar o emoticon, é comum que "gerador de Lenny Face" seja pesquisado na web.
A repercussão do emoticon continuou a crescer ao longo de 2012, especialmente no YouTube e no Facebook. No YouTube, vídeos com o emoticon animado em diferentes contextos, incluindo uma paródia do seriado The Fresh Prince of Bel-Air, ajudaram a popularizar. Até o final de novembro de 2012, uma busca pelo Lenny Face já apresentava mais de 1.450 resultados de vídeos. No Facebook, foram criadas mais de 150 páginas dedicadas ao meme, sendo que a maior delas, criada no mesmo mês, alcançou 4.120 curtidas. Em 2012, um usuário da rede social Tumblr utilizou um programa de conversão de texto para ler o caractere em voz alta, que o pronunciou como "DegDeg", algo que se popularizou com um dos nomes do emoticon à época.

## Uso

### Outras versões

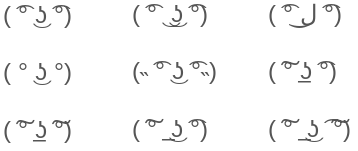
Algumas variações do emoticon

Desde o início, o Lenny Face teve diversas variações, em que os olhos, boca e outros detalhes foram modificados para expressar diferentes emoções e insinuações. Essas versões, no entanto, tiveram menos impacto e popularidade do que o original, que permanece o mais icônico e mais utilizado.
| Unicode  | Emoji |
| -------- | ----- |
| ( ͡° ͜ʖ ͡°) | 😏    |